# Франсіско Ді Франко
Франсиско Ді Франко (ісп. Francisco Di Franco, 28 січня 1995, Сан-Мігель, Аргентина) — аргентинський футболіст, атакувальний півзахисник «Атлетіко Тукуман».
Двоюрідний брат Гонсало Ескаланте, також футболіста.

## Клубна кар'єра
Ді Франко дебютував у Першому дивізіоні Аргентини за рідний «Бока Хуніорс» 16 червня 2013 року у 18 турі Торнео Фіналь проти «Арсеналу» (1:0). Його гра справила велике враження на Хуана Рікельме, легенду Боки Хуніорс, який називав юного нападника «майбутнім клубу». Проте закріпитись у складі аргентинського гранда Франсіско так і не зумів.
У середині 2015 року Ді Франко перейшов на правах оренди у мексиканський клуб «Тласкала», за який зіграв 30 матчів і забив 6 голів у другому дивізіоні.
Після завершення оренди в Мексиці аргентинський форвард покинув «Боку Хуніорс» і перейшов в кіпрський «Аполлон», після чого відразу був відданий в оренду в інший кіпрський клуб «АЕЗ Закакіу», у якому і провів сезон 2016/17, зігравши у 8 матчах і забивши 1 гол, проте не врятував команду від вильоту з вищого дивізіону країни. В кінці сезону перейшов знову на правах оренди в «Карпати» (Львів).

## Статистика

### Клуби
| Клуб         | Див.    | Сезон  | Чемпіонат | Чемпіонат | Кубки | Кубки | Міжнародні | Міжнародні | Всього | Всього |
| Клуб         | Див.    | Сезон  | Ігор      | Голів     | Ігор  | Голів | Ігор       | Голів      | Ігор   | Голів  |
| ------------ | ------- | ------ | --------- | --------- | ----- | ----- | ---------- | ---------- | ------ | ------ |
| Бока Хуніорс |         |        |           |           |       |       |            |            |        |        |
| І            | 2012-13 | 2      | 0         | 1         | 0     | 0     | 0          | 3          | 0      |        |
| І            | 2013-14 | 0      | 0         | -         | -     | -     | -          | 0          | 0      |        |
| І            | 2014    | 0      | 0         | 0         | 0     | 0     | 0          | 0          | 0      |        |
| І            | 2015    | 0      | 0         | 0         | 0     | 0     | 0          | 0          | 0      |        |
| Всього       | Всього  | 2      | 0         | 1         | 0     | 0     | 0          | 3          | 0      |        |
| «Тласкала»   |         |        |           |           |       |       |            |            |        |        |
| ІІ           | 2015-16 | 30     | 6         | -         | -     | -     | -          | 30         | 6      |        |
| Всього       | Всього  | 30     | 6         | -         | -     | -     | -          | 30         | 6      |        |
| АЕЗ          |         |        |           |           |       |       |            |            |        |        |
| І            | 2016-17 | 8      | 1         | 0         | 0     | -     | -          | 8          | 1      |        |
| Всього       | Всього  | 8      | 1         | 0         | 0     | -     | -          | 8          | 1      |        |
| Всього       | Всього  | Всього | 40        | 7         | 1     | 0     | 0          | 0          | 41     | 7      |